# Wielka reforma ortografii w 1936 r.
Wielka reforma ortografii w 1936 r. – reforma ortograficzna języka polskiego, która w szerokim zakresie zmieniła zasady pisowni.

## Tło historyczne
W czerwcu 1918 roku Akademia Umiejętności po wielomiesięcznych, burzliwych obradach przyjęła Główne zasady pisowni, które wprowadzały wiele zmian w pisowni języka polskiego. Zmiany te natrafiły jednak na silny opór i nie doczekały się powszechnego przyjęcia. Nie tylko wielu językoznawców było przeciwnych przyjętym zmianom, ale także zignorowała je przytłaczająca większość tytułów prasowych. W 1923 r. zaledwie około jedna szesnasta dzienników przestrzegała ortografii z 1918 r. Mało tego, większość „buntowniczych” tytułów mieszała zasady z 1918 i 1891 r. Trzeba jednak przyznać, że zaproponowany przez Akademię Umiejętności zbiór zasad pozostawiał wiele do życzenia pod względem spójności, a sporo zagadnień i wątpliwości językowych nadal było nierozstrzygniętych. Chaos pogłębiały sprzeczności, które występowały pomiędzy uchwałami Akademii Umiejętności a współczesnymi słownikami ortograficznymi.
Pierwszą większą próbą opanowania tego chaosu było 9. wydanie akademickiej Pisowni polskiej z roku 1932. Nie przekroczono w niej granicy uchwał z 1918 r., ale przeprowadzono niektóre uproszczenia w zasadach dzielenia wyrazów i usunięto sprzeczności przepisów ze słowniczkiem. Ta próba rozwiązania problemu z ortografią wywołała jednak skutek przeciwny do zamierzonego, bo pojawiły się liczne zarzuty i skargi – między innymi na innowacje i stan ciągłej płynności pisowni. Z tego względu Akademia zwróciła się w 1934 r. do Ministerstwa Wyznań Religijnych i Oświecenia Publicznego z wnioskiem zwołania konferencji, która by mogła dokonać rewizji zasad z 1918 r. Ministerstwo zgodziło się, żądając uporządkowania i uproszczenia pisowni.

## Prace Komitetu Ortograficznego PAU
W 1935 roku Polska Akademia Umiejętności rozpoczęła prace nad reformą ortografii języka polskiego. Komitet Ortograficzny PAU obradował od 21 stycznia 1935 r. do 24 czerwca 1936 r. Komitet początkowo liczył 29 członków, ale pod koniec jego prac członków było 27. Prace zostały rozdzielone na siedem komisji, które obradowały w Krakowie, Warszawie i Lwowie. Przewodniczącym Komitetu Ortograficznego PAU został prof. Jan Michał Rozwadowski, ale zmarł niecałe dwa miesiące po rozpoczęciu obrad – 14 marca 1935 r. Następcą prof. Rozwadowskiego został prof. Kazimierz Nitsch. Referentem generalnym był Zenon Klemensiewicz.
Prace Komitetu Ortograficznego rozpoczęto od powołania następujących komisji:
1. ogólnej,
2. graficznej,
3. słownikowej,
4. grup wyrazowych,
5. wyrazów obcych,
6. interpunkcyjnej,
7. wydawniczej.

Pierwsze cztery komisje obradowały w Krakowie, dwie kolejne w Warszawie, a ostatnie dwie we Lwowie, przy czym komisja wydawnicza początkowo obradowała w Krakowie, ale potem przeniesiono ją do Lwowa.
Każdy członek Komitetu Ortograficznego miał prawo zabrać głos na każdym posiedzeniu i musiał zostać odpowiednio wcześniej zawiadomiony o posiedzeniu każdej komisji.

## Główne zmiany w ortografii

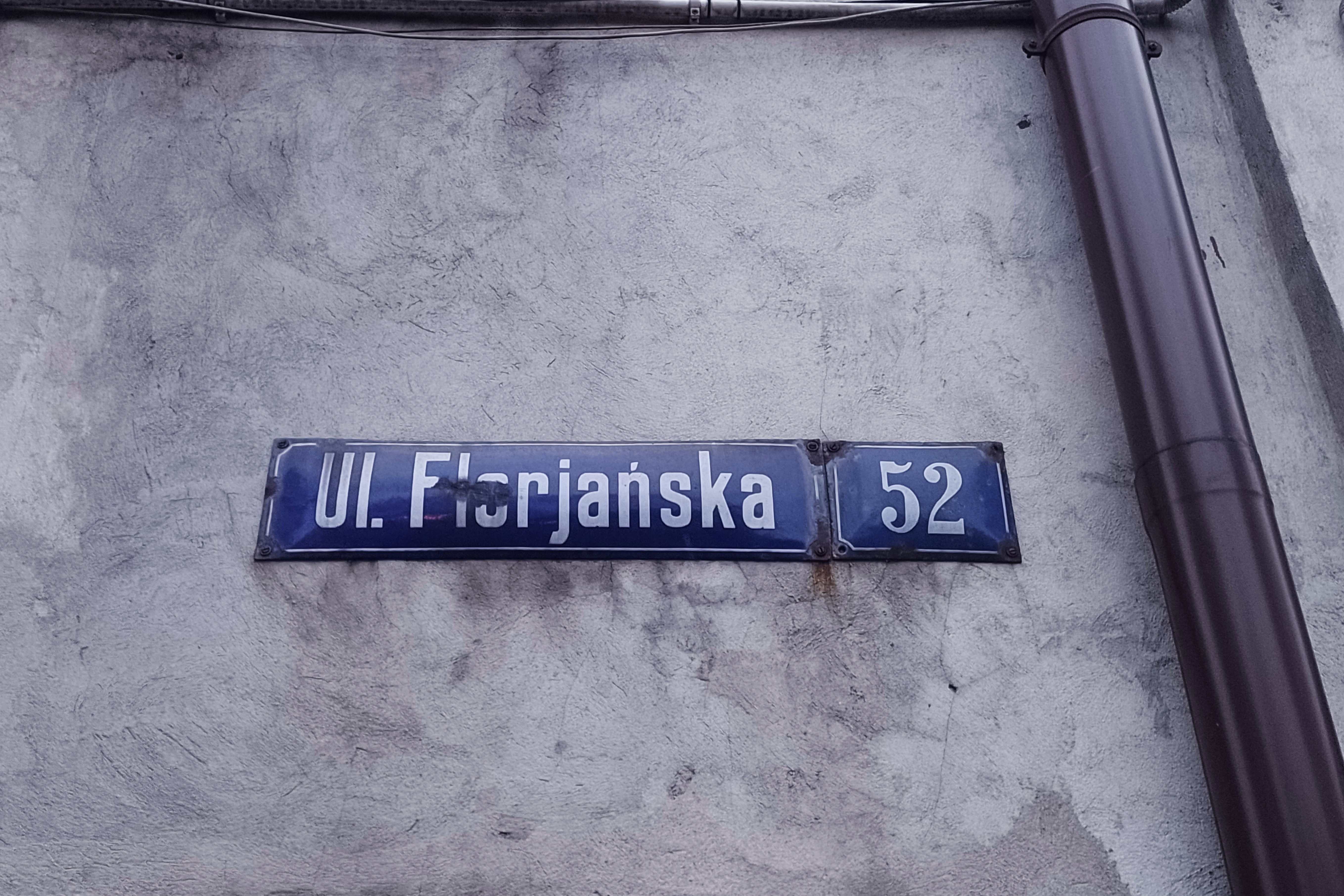
Tablica z nazwą ulicy w Sosnowcu zapisaną według ortografii sprzed 1936

Najważniejszymi postanowieniami nowej pisowni z roku 1936 były:
1. Wyrazy typu Maria pisze się przez i, z wyjątkiem po c, s, z (np. Francja, pasja, diecezja)[3].
2. Pisze się tylko -ym, -ymi.
3. Obce ke pisze się przez ke, obce ge przez ge[4].
4. W pisaniu łącznym lub rozłącznym zasadniczo przeważa pisanie rozłączne, a sprawa znaczenia, dwuznaczności itp. nie może usprawiedliwiać wyjątków.

Uregulowano też sprawę wielkich i małych liter, pisownię nazwisk obcych oraz szerzej niż dotychczas potraktowano interpunkcję.
Po ogłoszeniu tych zasad nie obyło się bez sprzeciwów, zwłaszcza w kołach literatów i dziennikarzy słychać było głosy niezadowolenia, protestu, a nawet zorganizowania bojkotu. Z drugiej strony szkoły oraz instytucje rządowe przyjęły te zasady. Nie licząc pewnych szczegółów, które sam Komitet uznał za nadające się do dyskusji i ostatecznego rozstrzygnięcia, zagadnienie zostało rozwiązane.
Efekty obrad Komitetu Ortograficznego PAU zostały w 1936 r. przeniesione do systemu prawnego w formie rozporządzenia ministra wyznań religijnych i oświecenia publicznego o wprowadzeniu w szkołach nowych zasad ortografii.